# Elena Dijonat
Elena Dijonat, född 1888, död efter 1936, var en bessarabisk lärare och feminist. 
Hon arbetade som lärare vid en flickskola i Chișinău i Bessarabien 1919-1935. Liksom den bessarabiska feminismens andra centralgestalt Elena Alistar gav hon sitt stöd till Bessarabiens anslutande till Rumänien i hopp om att kvinnlig rösträtt skulle godkännas av den nya staten, vilket visade sig inte stämma. 
När Elena Alistar valde att engagera sig i den rumänska kvinnorörelsen, organiserade Elena Dijonat 1928 en bessarabiska kvinnorörelse i form av Organizatja Femeilor Bassarabene (från 1933 kallad Uniunea Femeilor Basarabene). Hon blev också medlem i nationella bondepartiet. 1933 organiserade hon en kongress med delegater från Moldavien, Transsylvanien och Valakiet. Hon finansierade själv föreningens tidning, Miscarea feminista. Rörelsen överlämnade en petition om en könsneutral civillag till kungen. Hennes projekt resulterade dock i en konflikt med Elena Alistar, som ledde till att rörelsen splittrades 1936. Hennes liv efter detta är okänt. 